# VOLNÝ
VOLNÝ, a.s. je český alternativní telekomunikační operátor. Společnost VOLNÝ, a.s. vznikla v roce 2009, kdy se jeho vlastníkem stal Dial Telecom.[zdroj?]
Dne 1. 12. 2008 koupila telekomunikační skupina Dial Telekom od rakouských společností Telekom Austria TA Aktiengesellschaft a Telekom Austria Beteiligungen GmbH 100 % akcií společnosti Telekom Austria Czech Republic, která poskytuje služby pod značkou VOLNÝ, a 100% podíl ve společnosti eTel Slovensko.
Společnost Telekom Austria Czech Republic vznikla 1. října 2007 fúzí společností Czech On Line, a.s. a ETEL, s.r.o.
Společnost Czech On Line byla založena v roce 1995 jako ISP – poskytovatel internetových služeb. V roce 1999 zapříčinila změny českého internetového trhu, když nabídla první vytáčené připojení k internetu (dial-up) zdarma.
V roce 2000 koupil společnost Czech On Line mezinárodní operátor Telekom Austria a proměnil ji v alternativního telekomunikačního operátora, který nabízí všechny typy telekomunikačních služeb, které jsou vázané na pevnou linku.
Společnost ETEL byla založena v roce 1997 a byla známá jako alternativní telekomunikační operátor, který nabízel své služby zejména ve firemním segmentu. V roce 2007 koupil společnost ETEL Telekom Austria.
Dnes společnost nabízí vysokorychlostní internetové připojení (ADSL, SHDSL a mikrovlnné point-to-multipoint připojení, například WiMAX) pro zákazníky z řad malých i velkých firem a domácností, hlasové služby na bázi VoIP, pevné předvolby operátora (CPS – carrier pre-selection) nebo volby operátora (CS – carrier selection) s předvolbou sítě 1020 a službu digitální televize VOLNÝ TV na bázi technologie IPTV. Společnost rovněž provozuje vlastní internetový portál.
Telekom Austria Czech Republic je jediný alternativní operátor vlastnící celonárodní licence na provozování bezdrátové sítě FWA v pásmu 3,5 GHz. Přístupová bezdrátová síť je k dispozici v 50 městech České republiky a je vybudována zcela nezávisle na jiných provozovatelích.
Telekom Austria Czech Republic rovněž nabízí služby na své vlastní vysokorychlostní síti na bázi zpřístupnění místní smyčky (LLU – Local Loop Unbundling) v 17 největších českých městech (Praha, Brno, Ostrava, Plzeň, Hradec Králové, Olomouc, Zlín, Liberec, Ústí nad Labem, Teplice atd.) To pokrývá zhruba 40% pevných linek v ČR.
Telekom Austria Czech Republic je držitelem certifikátu Microsoft Certified Partner, zakládajícím členem sdružení NIX.CZ, CZ.NIC a aktivním členem Asociace provozovatelů veřejných telekomunikačních sítí (APVTS) a její sekce AORTA.